# 奥伯多夫 (摩泽尔省)
奥伯多夫（法語：Oberdorff）是法国摩泽尔省的一个市镇，位于该省北部偏西，属于福尔巴克-布莱摩泽尔区。该市镇总面积4.22平方公里，2009年时的人口为363人。

## 人口
奥伯多夫人口变化图示